# Banatski Karlovac

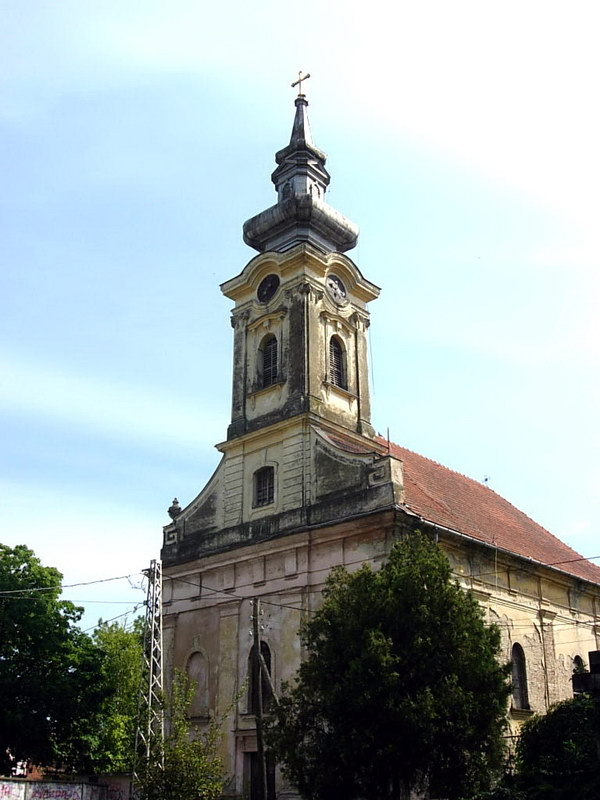
Biserica romano-catolică din Banatski Karlovac

Karlovac (maghiară Nagykárolyfalva, germană Karlsdorf, română Corneni) este o localitate în Districtul Banatul de Sud, Voivodina, Serbia.